# Sankt Peter am Ottersbach
Sankt Peter am Ottersbach je městys v rakouské spolkové zemi Štýrsko, v okrese Jihovýchodní Štýrsko.
K 1. lednu 2015 zde žilo 3 020 obyvatel.